# Элм-Спрингс (Арканзас)
Элм-Спрингс (англ. Elm Springs, Arkansas) — город, расположенный в округе Бентон (штат Арканзас, США) с населением в 1044 человека по статистическим данным переписи 2000 года.

## География
По данным Бюро переписи населения США город Элм-Спрингс имеет общую площадь в 9,84 квадратных километров, водных ресурсов в черте населённого пункта не имеется.
Город Элм-Спрингс расположен на высоте 361 метр над уровнем моря.

## Демография
По данным переписи населения 2000 года в Элм-Спрингсе проживало 1044 человека, 296 семей, насчитывалось 385 домашних хозяйств и 410 жилых домов. Средняя плотность населения составляла около 107 человек на один квадратный километр. Расовый состав Элм-Спрингса по данным переписи распределился следующим образом: 93,58 % белых, 0,38 % — чёрных или афроамериканцев, 0,96 % — коренных американцев, 1,53 % — азиатов, 1,05 % — представителей смешанных рас, 2,49 % — других народностей. Испаноговорящие составили 4,31 % от всех жителей города.
Из 385 домашних хозяйств в 29,4 % — воспитывали детей в возрасте до 18 лет, 69,1 % представляли собой совместно проживающие супружеские пары, в 4,7 % семей женщины проживали без мужей, 23,1 % не имели семей. 17,4 % от общего числа семей на момент переписи жили самостоятельно, при этом 8,1 % составили одинокие пожилые люди в возрасте 65 лет и старше. Средний размер домашнего хозяйства составил 2,69 человек, а средний размер семьи — 3,02 человек.
Население города по возрастному диапазону по данным переписи 2000 года распределилось следующим образом: 22,6 % — жители младше 18 лет, 9,9 % — между 18 и 24 годами, 28,8 % — от 25 до 44 лет, 25,3 % — от 45 до 64 лет и 13,4 % — в возрасте 65 лет и старше. Средний возраст жителей составил 39 лет. На каждые 100 женщин в Элм-Спрингсе приходилось 103,1 мужчин, при этом на каждые сто женщин 18 лет и старше приходилось 99,0 мужчин также старше 18 лет.
Средний доход на одно домашнее хозяйство в городе составил 40 703 доллара США, а средний доход на одну семью — 45 536 долларов. При этом мужчины имели средний доход в 30 550 долларов США в год против 20 000 долларов среднегодового дохода у женщин. Доход на душу населения в городе составил 17 551 доллар в год. 8,6 % от всего числа семей в округе и 12,5 % от всей численности населения находилось на момент переписи населения за чертой бедности, при этом 19,8 % из них были моложе 18 лет и 5,0 % — в возрасте 65 лет и старше.